# 圣地亚哥迈奥尔
圣地亚哥迈奥尔是葡萄牙埃武拉区的一个堂区。总面积112.99平方公里，总人口2205人，人口密度19.5人/平方公里。